# 南彭街道
南彭街道，是中华人民共和国重庆市巴南區下辖的一个乡镇级行政单位。

## 行政区划
南彭街道下辖以下地区：
南彭社区、忠兴社区、石岗社区、大鱼村、白合子村、鸳鸯村、天台山村、清风桥村、塔落村、将军湾村、水竹村、断桥村、巨龙桥村、高碑村和大石塔村。